# Зеньковщина
Зеньковщина (укр. Зіньківщина), село, 
Новомажаровский сельский совет, 
Зачепиловский район, 
Харьковская область.
Код КОАТУУ — 6322283003. Население по переписи 2001 года составляет 336 (145/191 м/ж) человек.

## Географическое положение
Село Зеньковщина находится на правом берегу реки Орель, русло которой частично используется под канал Днепр — Донбасс, вокруг села много заболоченных озёр, выше по течению в 3-х км село Семеновка, ниже по течению примыкает село Старое Пекельное и Новое Пекельное, на противоположном берегу – город Перещепино (Днепропетровская область).
На расстоянии в 2 км проходит автомобильная дорога М-18 (E 105).

## История
- 1775 - дата основания.

## Экономика
- Птице-товарная ферма.

## Объекты социальной сферы
- Школа.
- Сельской клуб.

## Достопримечательности
- Братские могилы (3) советских воинов. Похоронено 6 воинов погибших 1943 году.
- Памятник землякам погибшим в Великой Отечественной войне. Установлен в 1967 году.[1].